# Imaret de Haseki Sultan

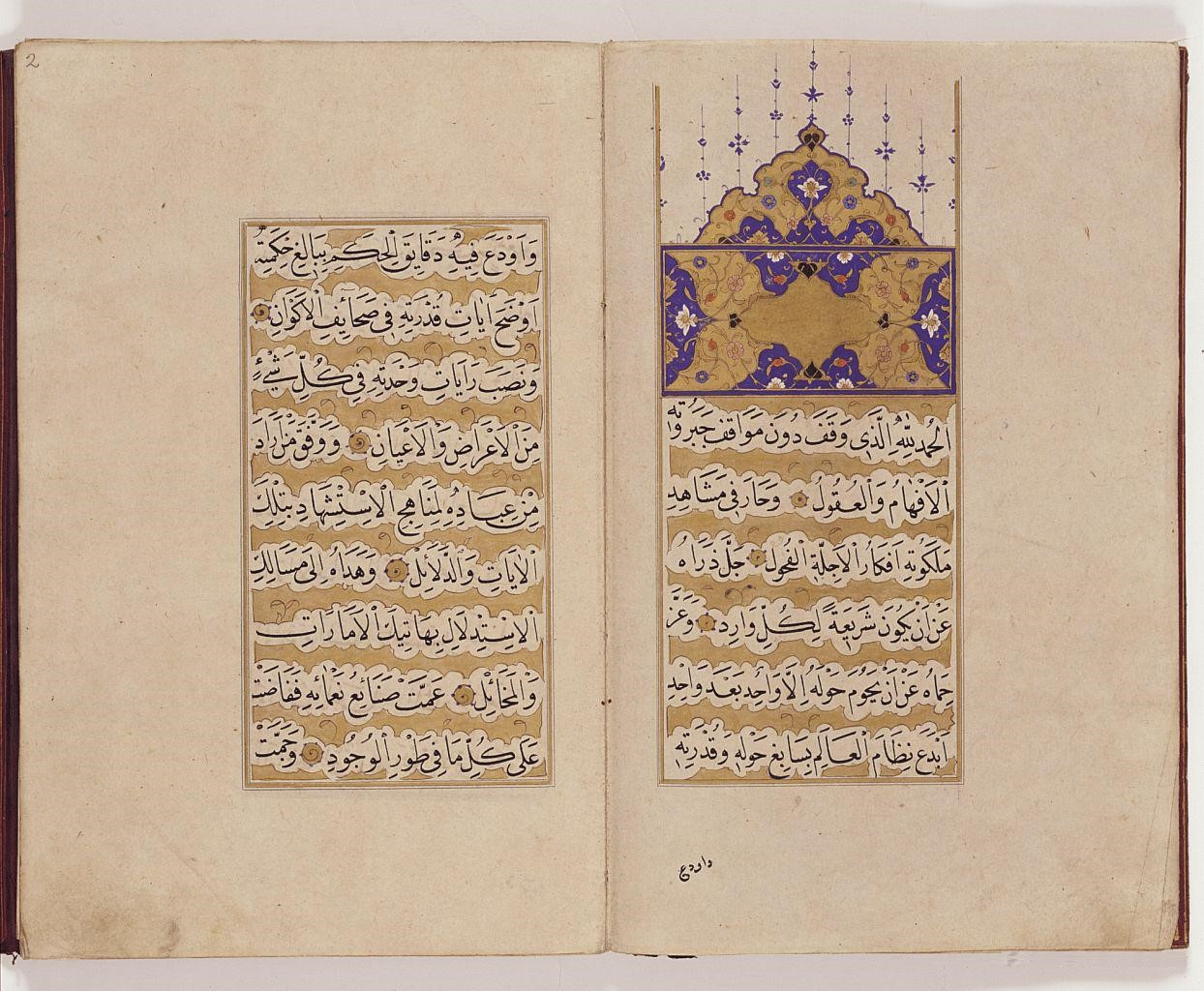
Carta de dotación (Waqfiyya) del complejo Haseki Sultan. La escritura mencionaba los edificios conocidos por fuentes posteriores como mezquita del complejo Haseki Sultan, madrasa e imaret, y contenía una explicación detallada de cómo se harían los gastos para atender las operaciones de la dotación, como el cuidado y la limpieza de los edificios, los salarios de las personas que trabajaban en ellos, etc. AD 1556-1557 (AH 964). Museo de Arte Turco e Islámico.

El Imaret de Haseki Sultan fue un comedor público otomano  establecido en Jerusalén para alimentar a los pobres durante el reinado de Solimán el Magnífico. El imaret formaba parte de un enorme complejo habiz construido en 1552 por la Haseki sultan Roxelana,  la esposa favorita del sultán Solimán I. Se dice que este comedor alimentaba al menos a 500 personas dos veces al día.

## Complejo Waqf de Haseki Sultan

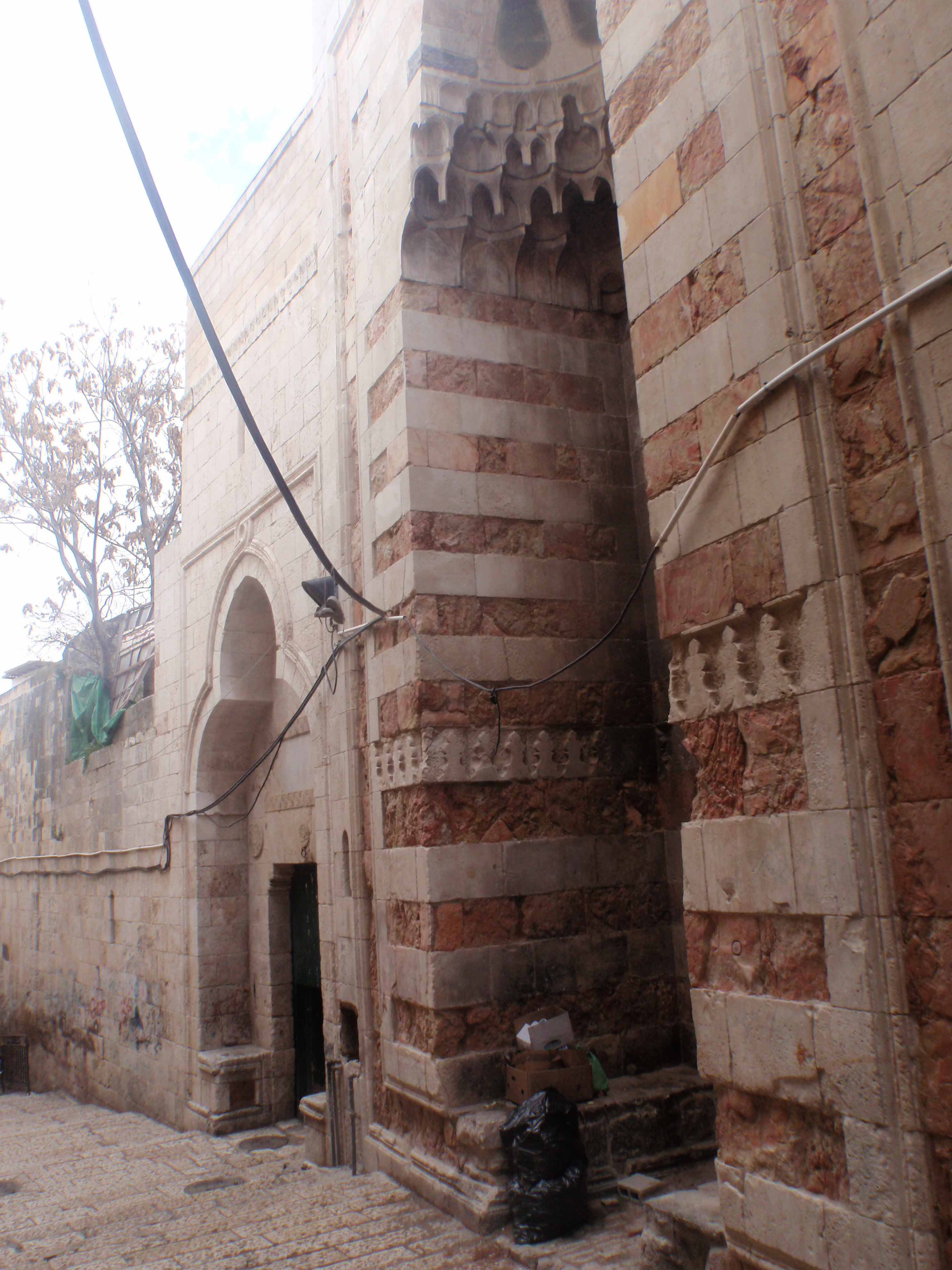
La puerta de la izquierda es la entrada norte del imaret, junto al antiguo palacio de la señora Tunshuk (fachada roja y blanca), más suntuoso.

El complejo waqf de Haseki Sultan se construyó en plena época otomana. Además del comedor, el complejo constaba de una mezquita, un hospicio para peregrinos con 55 habitaciones y una posada (khan) para viajeros. Con el consentimiento de su marido, Haseki Hürrem Sultan utilizó los ingresos de diversos bienes para construirlo y mantenerlo. Estos bienes incluían tierras en Palestina y Trípoli, así como tiendas, baños públicos, fábricas de jabón y molinos harineros. Cuando las aldeas fueron dotadas, el porcentaje de sus ingresos que antes pagaban en impuestos se redirigió al waqf. Las aldeas cuyos ingresos pagaron al Imaret de Haseki Sultan fueron Bayt Dajan, Yazur, Kafr 'Ana, Lod, Innaba y Al Jib, entre otras. Imaret  de  Haseki Sultan no sólo cumplía el requisito religioso de dar limosna, sino que reforzaba el orden social y ayudaba al Imperio otomano a proyectar una imagen política de poder y generosidad.

## Significado religioso
La caridad es un componente importante del Islam. Para asegurarse un lugar en el paraíso tras la muerte, hay que ayudar a quienes no pueden valerse por sí mismos. Hay dos categorías de caridad en los mandatos coránicos: azaque, una limosna obligatoria para los musulmanes que han alcanzado cierto nivel de riqueza; y sadaqa, donaciones voluntarias muy recomendables. Una de las formas más populares de sadaqa eran los waqfs, o donaciones. Los waqfs eran fundados por personas adineradas, especialmente miembros de la familia imperial, que donaban sus propiedades para beneficiar permanentemente a diversas instituciones benéficas. Los comedores públicos, por tanto, eran waqfs que proporcionaban sustento nutricional básico a personas necesitadas. En el caso del Imaret de Haseki Sultan, Hürrem Sultan construyó un comedor público en Jerusalén porque era una ciudad santa, junto con Hebrón, La Meca y Medina. Quería asegurarse de que cada una de las ciudades santas tuviera una institución para alimentar a los hambrientos.

## Implicaciones sociales
Como otros imarets de todo el Imperio otomano, el Imaret de Haseki Sultan era una herramienta para mantener el orden social. Los administradores, empleados y beneficiarios del imaret representaban la jerarquía social de la comunidad. Los administradores eran a menudo miembros de las familias nobles locales, y tenían el poder de reclutar amigos, parientes y esclavos libres como empleados del imaret. El estatus social determinaba el orden y la cantidad de la distribución de alimentos. Durante la comida, los empleados eran los primeros en recibir un cucharón de sopa y dos hogazas de pan, seguidos de los invitados, que recibían un cucharón y una hogaza, y luego los pobres, que recibían la menor cantidad de comida. También había una jerarquía entre los pobres: los pobres instruidos comían primero, seguidos de los hombres y, por último, las mujeres y los niños. Si se acababa la comida, las mujeres y los niños se quedaban sin comer. Por consiguiente, el imaret no solo revelaba la jerarquía social de Jerusalén, sino que era un método eficaz para mantener a la gente a raya.

## Implicaciones políticas
Había fuertes motivos políticos para construir un comedor social en Jerusalén. Era «un componente integral del proyecto otomano de asentamiento, colonización, legitimación y desarrollo urbano».  El Imaret de Haseki Sultan demostraba la fuerza y el poder de largo alcance del Imperio otomano y era también un medio eficaz de controlar a sus súbditos en Jerusalén. Al conceder el cargo de administrador a las familias más importantes de Jerusalén, el sultán utilizó las amplias influencias y conexiones de los nobles para reforzar su dominio en la población local. Sin embargo, la dependencia de los nobles para maximizar el control político también tuvo un efecto perjudicial en el mantenimiento del imaret.
El imaret' de Jerusalén fue uno de los cinco patrocinados por la pareja real; los otros cuatro también se construyeron en ciudades centrales para la proyección del poder otomano: en Estambul (Constantinopla) y Edirne (Adrianópolis) se erigieron en las sedes de la dinastía otomana, mientras que dos se establecieron en los Santos Lugares musulmanes, La Meca y Medina. El primer complejo de mezquitas se construyó en Estambul en 1537-1539, justo después de la ejecución en 1536 del gran visir Pargalı İbrahim Paşa, de la que se rumoreaba que Roxelana había sido la instigadora, y la intención era sin duda mejorar su imagen.  Jerusalén tenía una importancia simbólica para todos los musulmanes más allá de su modesto tamaño debido a su conexión con el profeta Mahoma, y Solimán tenía interés en dejar su huella en esta ciudad recién conquistada por su padre Selim I al sultanato mameluco de Egipto, que la había embellecido con numerosas y suntuosas instituciones y edificios.  Los peregrinos cristianos a Jerusalén podrían haber sido otro objetivo previsto, pero resultaron ser difíciles de impresionar.

## Abuso posterior
La fuerte dependencia otomana de las familias nobles les otorgaba una autoridad significativa en las operaciones del imaret, que constituía algo más que «otra institución de ayuda a los pobres, sino también un fondo especial utilizado para conceder beneficios a ciertas personas favoritas». Los administradores manipulaban los criterios para convertirse en beneficiario para favorecer a sus amigos y parientes, o para ganarse el favor de otros. Además, los derechos a ser beneficiario eran transferibles, lo que agravaba aún más el problema del exceso de beneficiarios.
Con el tiempo, el imaret llegó a sostener incluso a las familias más ricas de Jerusalén. Además, estos poderosos beneficiarios aprovechaban su estatus para explotar los recursos financieros y materiales de la institución. Por ejemplo, un documento legal de 1782 mencionaba que un comandante del ejército mercenario tenía derecho a 48 barras de pan diarias del imaret. En el siglo XVII, la corrupción estaba tan extendida que el imaret ya no era económicamente viable. Los intentos de reducir las distribuciones de alimentos y los beneficiarios se encontraron con una feroz oposición y una flagrante indiferencia. Durante el resto de su gobierno, el Imperio otomano luchó por «encontrar el delicado equilibrio entre la necesidad de recortar y restringir el número de beneficiarios del waqf y el deseo de recaudar el máximo beneficio político concediendo beneficios al mayor número posible de personas». A pesar de estos problemas, el  Imaret de Haseki Sultan Imaret siguió funcionando, aunque no siempre en beneficio de los beneficiarios previstos, «los pobres y desdichados, débiles y necesitados».

## Bibliography
- Baer, Gabriel (1997). «The Waqf as a Prop for the Social System (Sixteenth-Twentieth Centuries)». Islamic Law and Society (en inglés) (BRILL) 4 (5): 264-297. JSTOR 3399362. doi:10.1163/1568519972599752. Archivado desde el original el 17 de abril de 2018. Consultado el 17 de noviembre de 2023.
- Finkel, Caroline (2012). Osman's Dream: The Story of the Ottoman Empire, 1300-1923 (en inglés). Hachette UK. ISBN 978-1848547858. Consultado el 17 de noviembre de 2023.
- Peri, Oded (1992). «Waqf and Ottoman Welfare Policy: The Poor Kitchen of Hasseki Sultan in Eighteenth-Century Jerusalem». Journal of the Economic and Social History of the Orient (JESHO) (en inglés) (Brill) 35 (2): 167-186.
- Singer, Amy (2002). Constructing Ottoman Beneficence: An Imperial Soup Kitchen in Jerusalem (en inglés). Albany: State University of New York Press. ISBN 0-7914-5352-9.
- Singer, Amy (2005). «Serving Up Charity: The Ottoman Public Kitchen». Journal of Interdisciplinary History (en inglés) (MIT Press) 35 (3): 481-500. S2CID 145715799. doi:10.1162/0022195052564252. Consultado el 17 de noviembre de 2023.